# 三和村 (栃木県)
三和村（みわむら）は、栃木県の南西部、足利郡に属していた村である。

## 地理
- 河川 - 松田川

## 歴史
- 1889年（明治22年）4月1日 町村制施行により松田村、粟谷村、板倉村が合併し足利郡三和村が成立する。
- 1955年（昭和30年）3月31日 小俣町、葉鹿町と合併し坂西町となる。
- 1962年（昭和37年）10月1日 坂西町が御厨町とともに足利市へ編入される。

## 行政
- 三和村長

| 代 | 氏名         | 就任                      | 退任                       | 備考 |
| -- | ------------ | ------------------------- | -------------------------- | ---- |
| 1  | 石川豊作     | 1889年（明治22年）5月2日  | 1893年（明治26年）5月1日   |      |
| 2  | 石川金十郎   | 1893年（明治26年）6月21日 | 1897年（明治30年）6月20日  |      |
| 3  | 小島平右衛門 | 1897年（明治30年）11月2日 | 1901年（明治34年）11月1日  |      |
| 4  | 小島平右衛門 | 1901年（明治34年）11月2日 | 1905年（明治38年）11月11日 |      |
| 5  | 石川金十郎   | 1906年（明治39年）3月1日  | 1911年（明治44年）4月30日  |      |
| 6  | 田島儀一郎   | 1912年（明治45年）6月19日 | 1916年（大正5年）6月18日   |      |
| 7  | 萩原三子     | 1917年（大正6年）1月19日  | 1919年（大正8年）11月30日  |      |
| 8  | 金井良作     | 1921年（大正10年）5月2日  | 1925年（大正14年）5月1日   |      |
| 9  | 金井良作     | 1925年（大正14年）月日    | 1928年（昭和3年）1月16日   |      |
| 10 | 下山知雄     | 1928年（昭和3年）6月20日  | 1932年（昭和7年）6月19日   |      |
| 11 | 下山知雄     | 1932年（昭和7年）6月20日  | 1936年（昭和11年）6月19日  |      |
| 12 | 下山知雄     | 1936年（昭和11年）6月20日 | 1939年（昭和14年）9月8日   |      |
| 13 | 世取山静太郎 | 1939年（昭和14年）11月2日 | 1943年（昭和18年）1月1日   |      |
| 14 | 世取山静太郎 | 1943年（昭和18年）1月2日  | 1945年（昭和20年）11月23日 |      |
| 15 | 池森長三郎   | 1946年（昭和21年）1月21日 | 1947年（昭和22年）4月4日   |      |
| 16 | 池森長三郎   | 1947年（昭和22年）4月5日  | 1951年（昭和26年）4月22日  |      |
| 17 | 池森長三郎   | 1951年（昭和26年）4月23日 | 1955年（昭和30年）3月30日  |      |

出典:『栃木県町村合併誌 第三巻下』, p. 323-324

## 出身著名人
- 阿由葉吟次郎（旧松田村出身、貴族院多額納税者議員、旧姓・石川）